# Hockenhull
Hockenhull – wieś w Anglii, w hrabstwie ceremonialnym Cheshire, w dystrykcie (unitary authority) Cheshire West and Chester. Leży 8 km na wschód od miasta Chester i 260 km na północny zachód od Londynu. W 2001 miejscowość liczyła 19 mieszkańców.